# Walter Rosa
Walter Ruivo Pinto Gomes Rosa OC (Beato, Lisboa, 20 de novembro de 1919 – Belém, Lisboa, 2 de fevereiro de 2017), engenheiro electrotécnico de formação, foi um político português.
Nasceu na freguesia do Beato, em Lisboa. Era filho do industrial José Gomes Rosa, natural de Vila Nova de Ourém, e de Lucinda de Jesus Pinto, doméstica, natural do Porto (freguesia de Paranhos).
Formou-se em Paris e, pouco depois de regressar a Portugal, começou a trabalhar na Hidro Eléctrica do Douro como engenheiro chefe da especialidade eletrotécnica, na construção da Barragem de Picote.
A 29 de novembro de 1941, casou civilmente em Lisboa com a auxiliar de laboratório Maria Augusta Dias da Silva (Santa Catarina, Lisboa, 1920 – 12 de março de 2003), filha do maquinista António Maria da Silva, natural da Sertã (freguesia de Cernache do Bonjardim), e de Maria Cândida Santos Silva, doméstica, natural de Lisboa (freguesia do Socorro).
A 8 de maio de 1959, foi agraciado com o grau de Oficial da Ordem Militar de Cristo.
Foi Presidente do Conselho de Administração da CP entre 26 de Junho de 1974 e 19 de Setembro de 1975. Neste período é aprovado o caderno reivindicativo para o futuro ACT, é publicado o Decreto-Lei n.º 205-B/175, que nacionaliza a CP e é negociado o primeiro acordo coletivo de trabalho [entre a CP e os seus trabalhadores, após o 25 de Abril]. 
Ocupou o cargo de Ministro dos Transportes e Comunicações no VI Governo Provisório, entre 19 de setembro de 1975 e 6 de janeiro de 1976, e Ministro da Indústria e Tecnologia no I Governo Constitucional estando neste cargo entre 6 de janeiro de 1976 e 7 de janeiro do ano seguinte. Demitiu-se do cargo de ministro da Indústria após o seu filho, João Rosa, ter sido detido por suspeita de assaltos a dependências bancárias.
A sua carreira diplomática começou quando foi nomeado embaixador em Caracas, Venezuela, onde esteve de 28 de julho de 1977 a 27 de fevereiro de 1981. Após este cargo voltou a ser embaixador em Paris num curto período compreendido entre 30 de janeiro de 1984 e 21 de fevereiro de 1985. 
A 1 de janeiro de 1986, com a entrada de Portugal na CEE, foi indicado para deputado europeu pelo Partido Socialista.
Mais tarde, já retirado da política, veio a fazer parte do Conselho de Administração da Tabaqueira.

## Funções governamentais exercidas
- I Governo Constitucional
  - Ministro da Indústria e Tecnologia
- VI Governo Provisório
  - Ministro dos Transportes e Comunicações
  - Ministro da Indústria e Tecnologia